# Loxostegopsis
Loxostegopsis är ett släkte av fjärilar. Loxostegopsis ingår i familjen Crambidae.
Kladogram enligt Catalogue of Life:
| Loxostegopsis | \| \| Loxostegopsis curialis \| \| \| \| \| \| Loxostegopsis polle \| \| \| \| |
|               | \| \| Loxostegopsis curialis \| \| \| \| \| \| Loxostegopsis polle \| \| \| \| |
|               | Loxostegopsis curialis                                                         |
|               |                                                                                |
|               | Loxostegopsis polle                                                            |
|               |                                                                                |